# Pairisadès Ier
Pour les articles homonymes, voir Pairisadès.
Pairisadès Ier (grec ancien : Παιρισάδης, Pairisádēs, Παρισάδης, Parisádēs, Βηρισάδης, Bērisádēs) est roi du Bosphore d'environ 349 à 310 av. J.-C.

## Règne
Selon Diodore de Sicile, Pairisadès Ier est le second fils de Leucon Ier et il succède à son frère Spartokos II, mort a priori sans descendant ; il règne pendant 38 ans.
Strabon ajoute que « Pairisadès Ier gouverna avec beaucoup de douceur et de modération et aurait même mérité qu'on lui rendît les honneurs divins ».
Selon Dinarque, Démosthène est à l'origine de la statue élevée à Athènes en l'honneur de Pairisadés Ier et de deux de ses fils, son héritier Satyros et Gorgippos, en 324/323 av. J.-C.

## Union et postérité
De son union avec Kamasarye, fille de Gorgippos connue par une dédicace aux dieux Sanergès et Astara faite à Phanagoria, il a plusieurs enfants, dont au moins quatre fils : Satyros II, Gorgippos,  Prytanis et Eumélos qui se disputent entre eux la succession au trône.